# حلوا (بایبورد)
حلوا (به ترکی استانبولی: Helva) (به کردی: Helva) یک منطقهٔ مسکونی در ترکیه است که در بایبورد واقع شده‌است. حلوا ۲۹۰ نفر جمعیت دارد.